# Museu de História Regional de Nizhny Tagil

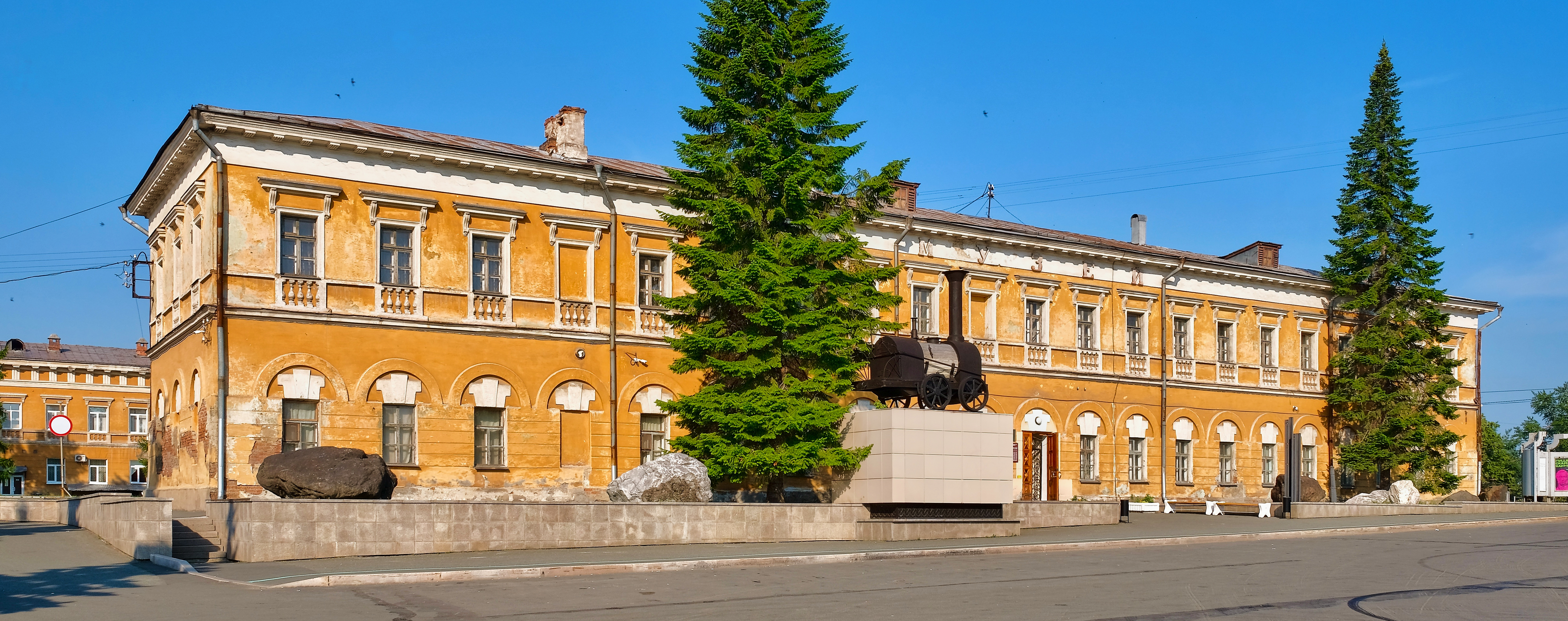
O museu de Nizhny Tagil

O Museu de História Regional de Nizhny Tagil é o museu mais antigo de Nizhny Tagil. Ele está localizado no centro da cidade, perto da lagoa Tagil, em Leninskii Prospekt. O museu pertence à Reserva do Museu Nizhny Tagil "Ural Metalúrgico".
No museu, existem sete salas de exposição. As exposições reflectem a história de Nizhny Tagil desde os tempos antigos até 1917.